# Comme vous (album de Julie Zenatti)
Pour les articles homonymes, voir Comme vous.
Albums de Julie Zenatti
Dans les yeux d'un autre
(2002) La Boîte de Pandore
(2007)
Singles
1. Je voudrais que tu me consoles
Sortie : 2004

Comme vous... est le troisième album de la chanteuse Julie Zenatti sorti en 2004. 
L'album est un succès avec 200 000 exemplaires vendus et est certifié double disque d'or. Une version d'un seul cd et une autre avec un 2e CD de 6 titres.

## Liste des pistes
| 1.  | Je voudrais que tu me consoles | 3:52 |
| 2.  | L'âge que j'ai                 | 3:14 |
| 3.  | Le Sort du monde               | 3:50 |
| 4.  | À quoi ça sert                 | 3:21 |
| 5.  | Couvre-moi                     | 3:59 |
| 6.  | On efface                      | 4:13 |
| 7.  | Dans ces villes                | 3:47 |
| 8.  | Rendez-moi le silence          | 3:41 |
| 9.  | L'Amour s'en fout              | 4:17 |
| 10. | Prends soin de moi             | 3:31 |
| 11. | Lis dans mes pensées           | 2:48 |
| 12. | Des nouvelles                  | 3:45 |
| 13. | Comme vous                     | 3:45 |
| 14. | Mon amour                      | 2.52 |
| 15. | L'amour suffit (Piste cachée)  | 5:40 |

| 1. | Couvre moi (Radio Version)                           |  |
| 2. | Rendez moi le silence (feat 500 choristes)           |  |
| 3. | L'amour suffit                                       |  |
| 4. | Homme sœur                                           |  |
| 5. | La Vita E poi (version italienne de Si je m'en sors) |  |
| 6. | All by myself                                        |  |

Le single de l'album Je voudrais que tu me consoles s'écoule à 120 000 exemplaires en France en 2004, ce qui en fait son plus grand succès après Si je m'en sors. 

Couvre moi bénéficie d'un clip ainsi que A quoi ça sert, Rendez moi le silence sert aussi de promotion à l'album.